# 江川八左衛門
江川 八左衛門（えがわ はちざえもん、生没年不詳）とは明治時代の東京の地本問屋である。

## 来歴
明治時代に東京府神田区鍛治町4番地で地本問屋を営業している。楊洲周延の錦絵を出版している。

## 作品
- 楊洲周延 「温古東の花」 大判3枚続 揃物 明治21年
- 楊洲周延 「欧洲管絃楽合奏之図」 大判3枚続 明治22年